# Madhuca magnifolia
Madhuca magnifolia är en tvåhjärtbladig växtart som först beskrevs av George King och Spencer Le Marchant Moore, och fick sitt nu gällande namn av Spencer Le Marchant Moore. Madhuca magnifolia ingår i släktet Madhuca och familjen Sapotaceae.
Artens utbredningsområde är Sumatera. Inga underarter finns listade i Catalogue of Life.